# Olszynki (województwo mazowieckie)
Olszynki – wieś w Polsce położona w województwie mazowieckim, w powiecie sochaczewskim, w gminie Młodzieszyn.
Sołectwo Bieliny, Olszynki tworzą wsie Bieliny i Olszynki. W 2023 sołectwo liczyło 90 mieszkańców.
W latach 1975–1998 miejscowość położona była w województwie skierniewickim.